# Kreis Neamț

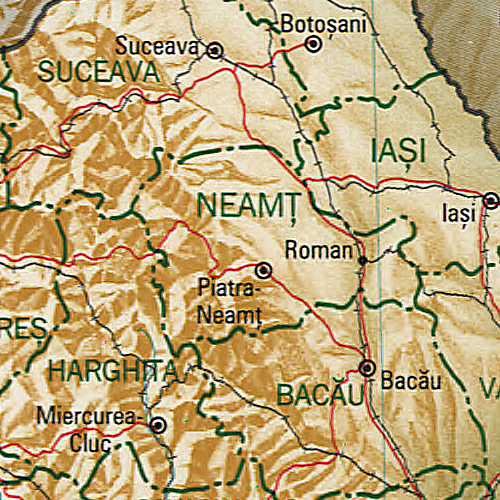
Karte des Kreises Neamț

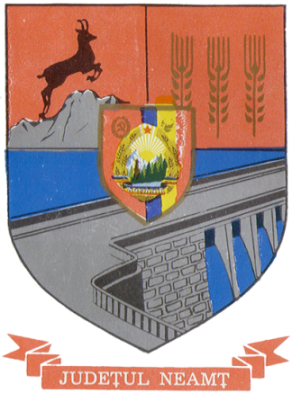
Wappen des Kreises Neamț, zur Zeit des Realsozialismus

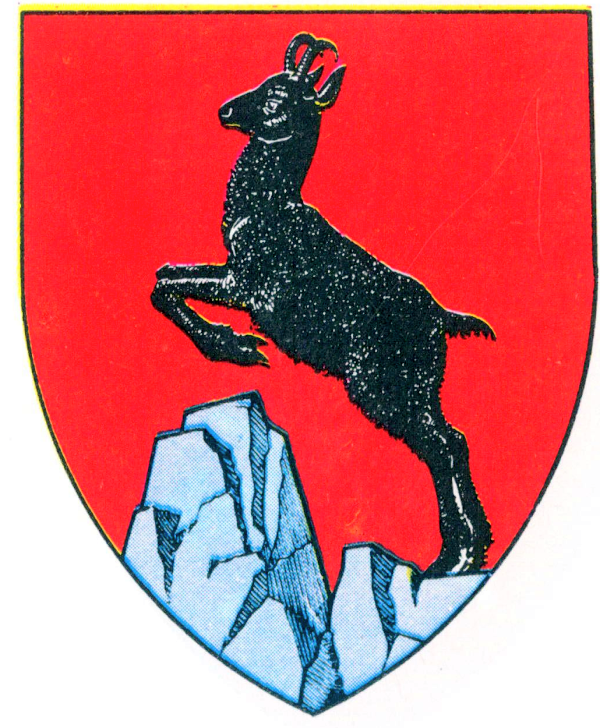
Wappen des Kreises Neamț, in der Zwischenkriegszeit

Neamț [ˈneamts] (Ausspracheⓘ) ist ein rumänischer Kreis (Județ) in der Region Moldau mit der Kreishauptstadt Piatra Neamț. Das Kfz-Kennzeichen und die gängige Abkürzung für den Kreis ist NT. Neamț bedeutet „Deutscher“.
Der Kreis Neamț grenzt im Norden sowie im Nordwesten an den Kreis Suceava, im Osten an den Kreis Iași, im Südosten an den Kreis Vaslui, im Süden an den Kreis Bacău und im Westen an den Kreis Harghita.

## Demografie
Im Jahr 2002 hatte der Kreis 557.084 Einwohner und eine Bevölkerungsdichte von 99 Einwohnern pro km².
2011 hatte der Kreis Neamț 470.766 Einwohner somit eine Bevölkerungsdichte von etwa 80 Einwohnern pro km².

## Geographie
Der Kreis hat eine Gesamtfläche von 5896 km², dies entspricht 2,47 % der Fläche Rumäniens. Im Westen des Kreises Neamț befindet sich das Ceahlău-Gebirge, ein Teilgebirge der Ostkarpaten.
Im Kreis Neamț liegen einige der berühmten Klöster der Moldau-Region, u. a. das Kloster Neamț.

## Städte und Gemeinden
Der Kreis Neamț besteht aus offiziell 393 Ortschaften. Davon haben fünf den Status einer Stadt, 78 den einer Gemeinde und die übrigen sind administrativ den Städten und Gemeinden zugeordnet.

### Größte Orte
| Stadt/Gemeinde                                                         | Einwohnerzahl |
| ---------------------------------------------------------------------- | ------------- |
| Piatra-Neamț (deutsch Kreuzburg an der Bistritz, ungarisch Karácsonkő) | 79.679        |
| Roman (dt. Romanvarasch, ung. Románvásár)                              | 48.644        |
| Târgu Neamț (ung. Németvásár)                                          | 18.029        |
| Săbăoani (ung. Szabófalva)                                             | 10.619        |
| Pipirig                                                                | 08.352        |
| Borlești                                                               | 08.182        |
| Roznov                                                                 | 08.133        |
| Răucești                                                               | 07.588        |
| Dumbrava Roșie                                                         | 07.579        |
| Vânători-Neamț                                                         | 07.270        |
| Tămășeni                                                               | 06.958        |
| Piatra Șoimului                                                        | 06.950        |
| Cordun                                                                 | 06.842        |
| Bicaz (ung. Békás)                                                     | 06.106        |
| Borca                                                                  | 05.860        |
| (Stand: 1. Dezember 2021)                                              |               |